# Silene
Silene este o arie protejată (arie specială de conservare — SAC, sit de importanță comunitară — SCI, arie de protecție specială avifaunistică — SPA) din Letonia întinsă pe o suprafață de 3.825,05 ha, integral pe uscat.

## Localizare
Centrul sitului Silene este situat la coordonatele 55°42′39″N 26°45′22″E / 55.7108°N 26.7561°E.

## Înființare
Situl Silene a fost declarat arie de protecție specială avifaunistică în mai 2004 pentru a proteja 5 specii de plante și 49 de specii de animale. Alte tipuri de protecție:
- sit de importanță comunitară (în mai 2004)
- arie specială de conservare (în mai 2004)[1][3][4]

## Biodiversitate
Situată în ecoregiunea boreală, aria protejată conține 19 habitate naturale: Ape stătătoare oligotrofe până la mezotrofe, cu vegetație de Littorelletea uniflorae și/sau de Isoëto-Nanojuncetea, Lacuri eutrofice naturale cu vegetație de tip Magnopotamion sau Hydrocharition, Lacuri și iazuri distrofice naturale, Cursuri de apă de la nivel de câmpie la nivel montan, cu vegetație Ranunculion fluitantis și Callitricho-Batrachion, Pajiști calcaroase din nisipuri xerice, Pajiști uscate seminaturale și facies de acoperire cu tufișuri pe substraturi calcaroase (Festuco-Brometalia) (* situri importante pentru orhidee), Formațiuni ierboase bogate în specii de Nardus, dezvoltate pe substraturi silicioase în zone montane (și în zone submontane, în Europa continentală), Pajiști fino-scandinave uscate până la mezice, bogate în specii de altitudine mică, Pajiști cu Molinia pe soluri calcaroase, turboase sau argilos-nămoloase (Molinion caeruleae), Pajiști aluvionare boreale nordice, Turbării active, Mlaștini turboase de tranziție și turbării mișcătoare, Taiga vestică, Păduri caducifoliate bătrâne naturale hemiboreale fino-scandinave (Quercus, Tilia, Acer, Fraxinus sau Ulmus) bogate în specii epifite, Păduri fino-scandinave bogate în ierburi cu Picea abies, Păduri caducifoliate de mlaștină fino-scandinave, Păduri de stejar sau de stejar și carpen sub-atlantice și medio-europene de Carpinion betuli, Mlaștini împădurite, Păduri aluvionare cu Alnus glutinosa și Fraxinus excelsior (Alno-Padion, Alnion incanae, Salicion albae).
La baza desemnării sitului se află mai multe specii protejate:
- plante (5): turiță (Agrimonia pilosa), Hamatocaulis vernicosus, moșișoare (Liparis loeselii), Najas flexilis, dedițelul (Pulsatilla patens)
- păsări (30): minunița (Aegolius funereus), acvilă țipătoare mică (Aquila pomarina), rață-cu-cap-castaniu (Aythya ferina), cocoșul de mesteacăn (Bonasa bonasia), buhai de baltă (Botaurus stellaris), caprimulg (Caprimulgus europaeus), barză albă (Ciconia ciconia), barză neagră (Ciconia nigra), erete de stuf (Circus aeruginosus), cristeiul de câmp (Crex crex), ciocănitoare cu spate alb (Dendrocopos leucotos), ciocănitoarea de stejar (Dendrocopos medius), ciocănitoare neagră (Dryocopus martius), muscar (Ficedula parva), ciuvică (Glaucidium passerinum), cocor (Grus grus), codalb (Haliaeetus albicilla), sfrâncioc roșiatic (Lanius collurio), ciocârlie de pădure (Lullula arborea), ferestraș mic (Mergus albellus), Mergus merganser merganser, vultur pescar (Pandion haliaetus), viespar (Pernis apivorus), ciocănitoare de munte (Picoides tridactylus), ciocănitoare verzuie (Picus canus), cresteț pestriț (Porzana porzana), chiră de baltă (Sterna hirundo), huhurezul mic (Strix uralensis), silvie porumbacă (Sylvia nisoria), cocoșul de mesteacăn (Tetrao tetrix tetrix)
- amfibieni (2): buhai de baltă cu burta roșie (Bombina bombina), triton cu creastă (Triturus cristatus)
- mamifere (3): vidră de râu (Lutra lutra), liliac de iaz (Myotis dasycneme), urs brun (Ursus arctos)
- nevertebrate (10): Boros schneideri, Dytiscus latissimus, fluturele auriu (Euphydryas aurinia), libelule (Leucorrhinia pectoralis), fluturele purpuriu (Lycaena dispar), Osmoderma barnabita, Oxyporus mannerheimii, Vertigo angustior, Vertigo geyeri, Vertigo moulinsiana
- pești (3): zvârluga (Cobitis taenia), zglăvoacă (Cottus gobio), țipar (Misgurnus fossilis)
- reptile (1): țestoasa de baltă (Emys orbicularis)

Pe lângă speciile protejate, pe teritoriul sitului au mai fost identificate 47 de specii de plante, 7 specii de păsări, 5 specii de amfibieni, 13 specii de mamifere, 59 de specii de nevertebrate, 2 specii de pești, 1 specie de reptile.